# Helvis de Brunswick-Grubenhagen
Helvis de Brunswick-Grubenhagen (Nicosia, c.1353 — Nicosia, 15 de enero de 1421), fue reina consorte de Chipre y reina consorte de Armenia como la esposa del rey Jacobo I de Chipre. También fue reina consorte de Jerusalén.
Ella fue llamada Reina de Chipre desde 1382 hasta 1398; aunque en el momento de su ascensión al trono chipriota, él y Helvis estaban encarcelados en Génova después de haber sido capturados por los genoveses en la Isla de Rodas. Casi todos los 12 hijos de Helvis nacieron mientras estuvo prisionera. En 1385, después de negociaciones y muchas concesiones ruinosas a los genoveses, fueron liberados y Jacobo fue coronado rey. En 1393, se convirtió en Reina de Armenia.

## Familia
Helvis nació en 1353, única hija mujer del duque Felipe de Brunswick-Lüneburg, príncipe de Grubenhagen, condestable de Jerusalén (hijo de Enrique II, duque de Brunswick-Grubenhagen) y Helvis de Dampierre, hija de Eudes de Dampierre e Isabelle de Lusignan.
A través de sus padres, era una remota descendiente del célebre cruzado Juan de Ibelin, el Viejo Señor de Beirut. Helvis tenía un hermano menor, Juan de Brunswick-Grubenhagen, que luego serviría como almirante de Chipre. En 1368, nueve años después de la muerte de su madre, el padre de Helvis se casó con su propia suegra, Alix de Ibelín, la reina viuda de Chipre. Un año después, murió.

## Matrimonio y encarcelamiento
El 1 de mayo de 1365, cuando tenía 12 años, se casó con Jacobo de Lusignan, el tercer hijo del rey Hugo IV de Chipre y Alix de Ibelín, que tres años más tarde se convirtió en su madrastra. Jacobo era 19 años mayor que ella. Como eran primos, se requería una dispensa papal para su matrimonio.
En 1368, Jacobo fue nombrado Condestable de Chipre, y en el año siguiente se convirtió en uno de los regentes de su sobrino Pedro II después de que su hermano mayor el rey Pedro I fuera asesinado por un grupo de barones dirigidos por Philip Ibelin. Philip era el esposo de la sobrina de Jacobo, Alicia de Mallorca. 
La Reina Madre Eleanor creyó que Jacobo y su hermano, Juan, había sido parte de la conspiración para asesinar a su esposo. En 1372, Jacobo lideró una guerra contra los genoveses. En 1373 cuando los genoveses invadieron Chipre, él y Helvis se vieron obligados a huir del reino. Fueron a la isla de Rodas, donde su primer hijo, una niña, nació en una fecha desconocida y murió de bebé en 1374.
En el mismo año, Jacobo y Helvis fueron capturados por los genoveses, y llevados como rehenes de Génova donde fueron encarcelados. Se registró en la Crónica de Amadi que Helvis se vio obligada a realizar trabajos manuales antes de unirse a él en la prisión, que se conocía coloquialmente como la mal paga. Fue allí donde dio a luz a su primer hijo, Jano, a quien llamó así por el dios que había sido, según una antigua leyenda, el fundador tradicional de Génova. Otros 11 niños lo siguieron, la mayoría de ellos nacieron durante su encarcelamiento.

## Reina de Chipre
El 13 de octubre de 1382, Pedro II murió y Jacobo fue nombrado rey de Chipre; aunque él y Helvis todavía estaban en cautiverio. Finalmente, después de mucha negociación y muchas concesiones a los genoveses, que finalmente llevarían a su reino a la ruina financiera, Jacobo y Helvis fueron liberados de prisión y regresaron a Chipre. En mayo de 1385, fue coronado rey en la Catedral de Santa Sofía, en Nicosia. Su hijo mayor, Jano, fue dejado en Génova como rehén. En 1389, Jacobo fue coronado Rey titular de Jerusalén; y el 29 de noviembre de 1393, a la muerte del rey León V de Armenia, asumió el título de Rey de Armenia. No fue proclamado rey de Armenia hasta 1396 en la Catedral de la Santa Sabiduría. Desde el momento del acceso de su esposo a ambos tronos, Helvis fue nombrada como Reina de Chipre y Reina de Armenia, hasta la muerte de Jacobo el 9 de septiembre de 1398. Fue sucedido por su hijo mayor, Jano de Chipre.
Helvis murió el 15 de enero de 1421, y fue enterrado en Santo Dominico, Nicosia.

## Hijos
Helvis y su marido, Jacobo I, tuvieron doce hijos:
- Niña de nombre desconocido (1374 — 1374), murió durante el cautiverio en Rodas sólo a los meses de nacer;
- Jano I de Chipre (1375 — 1432), cuando su padre ascendió al trono fue puesto como rehén en Génova. Luego lo sucedería como rey más tarde;
- Felipe de Lusignan (¿? — 1428), condestable de Chipre, soltero pero tuvo un hijo natural:
  - Lancelot de Lusignan (muerte después de 1450), fue cardenal de Jerusalén.
- Enrique de Lusignan (¿? — 7 de julio de 1427), príncipe titular de Galilea. Fue un dirigente militar en Egipto. Murió en acción en Khirokitia, se casó hacia 1406 con su prima Leonor de Lusignan, del cual no tuvieron hijos. Aun así se le reconocen tres hijos nacidos de relaciones extramaritales;
- Eudes/Odón de Lusignan (¿? — 1421), senescal titular de Jerusalén, al servicio del rey de Aragón. Se casó el 9 de marzo de 1406 con su prima Lois de Lusignan, pero nunca tuvieron hijos;
- Hugo de Lusignan (¿? — agosto de 1442), regente de Chipre y arzobispo cardenal de Nicosia. No se casó ni tuvo hijos;
- Guido de Lusignan (¿? — ¿?), fue condestable de Chipre. No se casó ni tuvo hijos;
- Jacqua de Lusignan (¿? — después de 1396), no se casó ni tuvo hijos;
- Eschive de Lusignan (¿? — después de 1410), se casó con el conde Sclavus von Asperg, tuvo descendencia;
- María de Lusignan (1381 — 4 de septiembre de 1404), se casó con Ladislao I de Nápoles pero murió rápidamente y sin descendencia. Luego Ladislao contrajó matrimonio con otra mujer;
- Agnès de Lusignan (1382 — 1 de marzo de 1459), fue abadesa de Wunstorf. Se casó con un conde alemán pero se desconoce si tuvo hijos;
- Isabella de Lusignan (¿? — ¿?) se casó con su primo Pierre de Lusignan en 1415, pero se desconoce si tuvieron hijos.